# Бондаренко Юрій Вікторович
Юрій Вікторович Бондаренко (16 березня 1957, Кривий Ріг, Дніпропетровська обл., УРСР, СРСР) — радянський футболіст, нападник, майстер спорту СРСР.

## Ігрова кар'єра
Вихованець херсонського ДЮСШ, перший тренер — В. М. Соколов.

Професійну кар'єру футболіста розпочав у херсонському «Кристалі». Виступав також за такі клуби, як донецький «Шахтар», харківський «Металіст», сімферопольська «Таврія».

Входить в десятку найкращих бомбардирів херсонського клубу (10-11 місця разом з Едуардом Валенко).

Через серйозну травму, отриману 1988 року був змушений припинити ігрову кар'єру.
Статистика
| Сезон | Клуб                 | Матчі | Голи |
| ----- | -------------------- | ----- | ---- |
| 1978  | Кристал (Херсон)     | 44    | 8    |
| 1979  | Кристал (Херсон)     | 41    | 20   |
| 1980  | Шахтар (Донецьк)     | 17    | 5    |
| 1981  | Шахтар (Донецьк)     | 9     | 1    |
| 1982  | Таврія (Сімферополь) | 53    | 20   |
| 1983  | Таврія (Сімферополь) | 45    | 27   |
| 1984  | Металіст (Харків)    | 39    | 11   |
| 1985  | Металіст (Харків)    | 37    | 6    |
| 1986  | Металіст (Харків)    | 10    | 0    |
| 1986  | Таврія (Сімферополь) | 22    | 19   |
| 1987  | Таврія (Сімферополь) | 38    | 16   |
| 1988  | Кристал (Херсон)     | 0     | 0    |

## Робота поза полем
Протягом шести років викладав на кафедрі фізичного виховання Херсонського морехідного училища, після чого повернувся в рідний клуб як футбольний функціонер. Встиг пропрацювати тут і керівником команди, і технічним директором (від 1996 по 2007 роки).

Від 2007 року працював інспектором Федерації футболу України.

Від липня 2009 року працює директором ФК «Енергія» (Нова Каховка).

Також саме Юрієві Бондаренкові приписують відкриття Олександра Головка як футболіста й рушія кар'єри легенди українського футболу.

## Досягнення та нагороди
1979 рік — Найкращий бомбардир Другої ліги СРСР.

1980 рік — Володар Кубку СРСР.

1983 рік — Майстер спорту СРСР з футболу.

1983 рік — Чемпіон світу серед збірних команд залізничників.

1983 рік — Найкращий бомбардир Першої ліги СРСР.

1987 рік — Чемпіон України.

2004 рік — Золота нагорода ПФЛ України.

2006 рік — Відзнака Президента Федерації футболу України (травень).

2008 рік — Почесна грамота Ради міністрів Криму.